# Oriëntaalse hoornaar
De Oriëntaalse hoornaar (Vespa orientalis) is een aan de Europese hoornaar verwante soort.
De koningin wordt 25 tot 35 mm lang, darren en werkwespen blijven kleiner.
Bij mannetjes hebben de antennes dertien segmenten, bij vrouwtjes altijd twaalf.